# Křížová cesta (Ktiš)
Křížová cesta ve Ktiši na Prachaticku se nachází přibližně 1,5 km západně od obce na úbočí Ktišské hory.

## Historie
Křížová cesta byla postavena spolu s kaplí Dobrá voda již v roce 1874. Tvoří ji čtrnáct zastavení v kruhu o průměru asi 50 metrů.
Roku 2010 Lesy České republiky opravily křížovou cestu. Dochovaná zastavení byla nahrazena zastaveními upravenými kamennými, zcela nová dřevěná zastavení byla instalována na místo těch, která se nedochovala. Křížová cesta je zakončena ručně tesaným, dřevěným křížem. Zároveň byly rozebrány a znovu postaveny všechny kamenné podstavce.
Křížová cesta s kaplí se nachází na úpatí vrchu Ktišská hora, v blízkosti turistické trasy Ktiš – Miletínky a je přístupná z lesní cesty „Křížovická“.